# Joan Alcover
Joan Alcover y Maspons (Mallorca 1854-1926) fue un poeta, ensayista y político español.

## Biografía
Nacido en 1854 en Palma de Mallorca, fue discípulo de Joseph Lluís Pons y Gallarza y condiscípulo de Miguel Costa y Llobera, Antonio Maura y otros autores pertenecientes a la denominada Escuela Mallorquina.
En 1909 fue proclamado Mestre en Gai Saber y en 1919 obtuvo el Premi Fastenrath. En 1951 se publicó póstumamente un volumen de sus Obras Completas.
Varias de sus poesías han sido traducidas a diversas lenguas, además de servir de base para obras musicales, como La Balanguera, con música de Amadeo Vives, que ha sido interpretada y editada, entre otros, por la cantante  mallorquina Maria del Mar Bonet, Els Ocults, Ximbomba Atòmica, Chenoa, el guerral etc.
Fue diputado a Cortes por el distrito de Palma (1893 - 1894).

## Obras en catalán
- La Balanguera (Himno oficial de Mallorca).
- La serra (poema), homenaje a  Costa y Llobera.
- La relíquia (poema)
- Desolació, 1903 (poema)
- Cap al tard, 1909
- Poemes bíblics, 1918

## Obras en español
- Poesías, 1887
- Nuevas Poesías, 1892
- Poemas y armonías, 1894
- Meteoros, 1901